# Auditorio Gota de Plata
El Auditorio Gota de Plata es un auditorio ubicado en el Parque David Ben Gurión en Pachuca de Soto, en el estado de Hidalgo, México. Cuenta con 14 000 m² de construcción y tiene capacidad para 2000 espectadores.

## Historia
El proyecto del auditorio se realizó entre el 2003 y 2005; por los arquitectos Jaime Varon, Abraham Metta y Alex Metta de la firma Migdal Arquitectos. Para la realización de este proyecto participaron más de diez empresas de ingeniería, fungiendo como la coordinadora la Secretaría de Obras Públicas de Hidalgo. La construcción estuvo a cargo de la Empresa Impulsora Tlaxcalteca de industrias. La construcción se realizó en un tiempo de 11 meses. El sistema constructivo en su mayoría fue a base de piezas prefabricadas de concreto y acero, se utilizaron alrededor de 1500 toneladas de acero.
Siendo inaugurado el 13 de marzo de 2005; mismo día que se inauguró el Parque David Ben Gurión por el vice primer ministro de Israel, Silvan Shalom, en la inauguración también participaron el canciller mexicano, Luis Ernesto Derbez, y el gobernador del estado, Manuel Ángel Núñez Soto. El Parque David Ben Gurión fue una iniciativa del gobierno de Hidalgo, la comunidad judía en México y la Fundación Keren Kayemeth Leisrael, una institución no gubernamental dedicada a la reforestación.

## Arquitectura

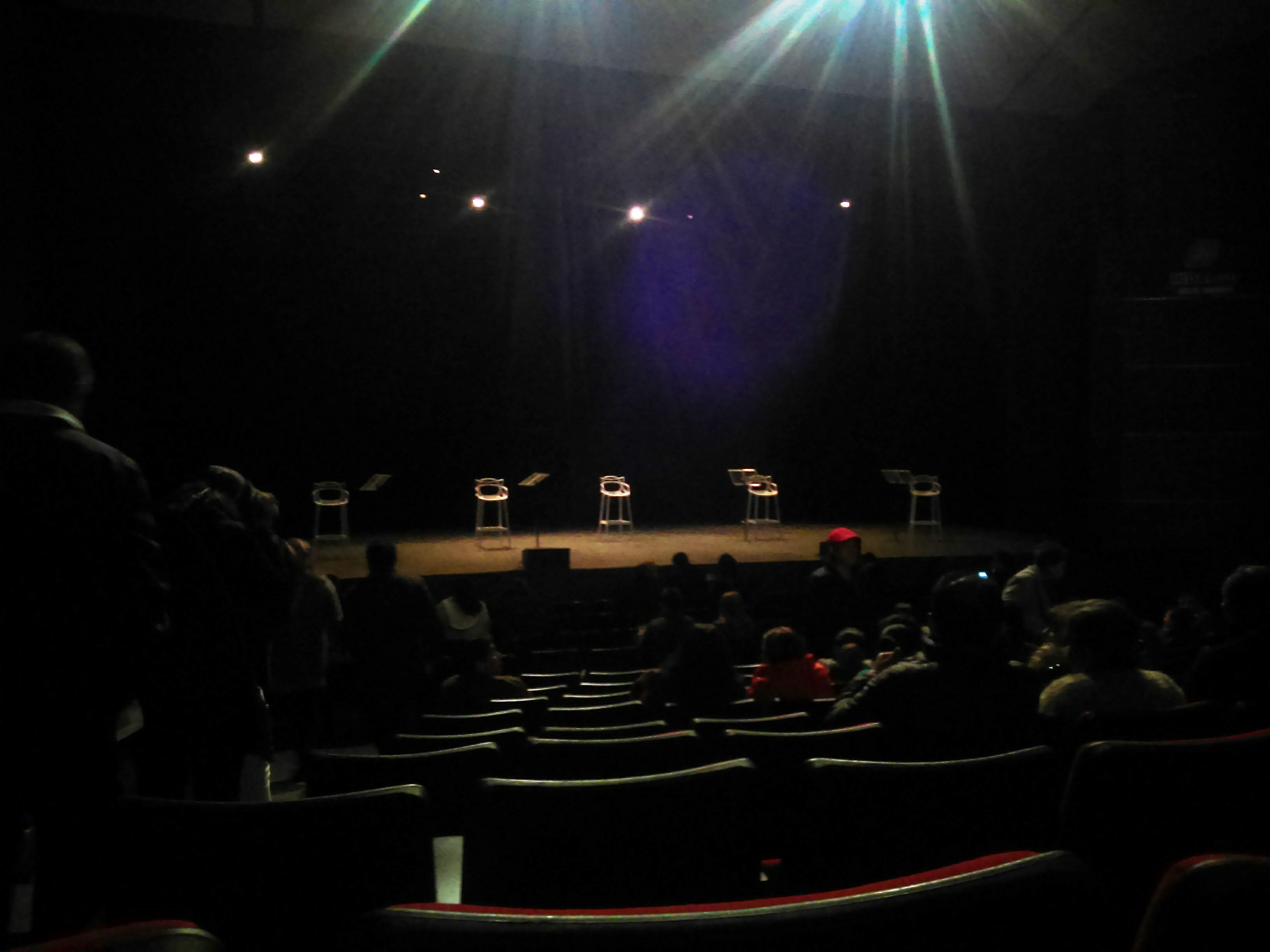
Interior del auditorio.

El auditorio tiene un balcón en el primer nivel y un mirador exterior, escenario, tras escenario, camerinos, foso de orquesta, balcón, platea y estacionamientos. Rampas, elevadores y espacios diversos se encuentran perfectamente adaptados para dar servicio a personas con capacidades diferentes. El Auditorio está formado por seis grandes elementos de concreto colados in situ, los cuales conforman la columna vertebral del edificio soportando todo el sistema de cubierta.
Se sitúa en la cabecera sur del parque y dada su posición, actúa como remate visual del mar de colores, efecto realizado por el mosaico Homenaje a la Mujer del Mundo de Byron Gálvez Avilés. De ahí, la idea de reflejar el mosaico a través de una gran cubierta reflejante de parteluces de cristal espejo, dispuesta a 25 metros de altura y con un volado en sus dos extremos de casi 40 metros. Fue posible orientar los elementos reflejantes de la cubierta sin ocasionar ningún reflejo solar.
Este edificio se desplanta en un podio pétreo, donde uno de lo objetivos es observar el mural. Su telón o respaldo, está representado por un elemento pétreo que alberga al escenario, trasescenario y tramoya. La envolvente presenta en color plata y negro; mientras que por dentro, se expresa en cafés y rojos intenso. Al Auditorio se accede a través de una escalinata exterior que conecta la plaza hacia el auditorio, y por medio de una gran boca que funge como el acceso principal ubicada a un costado del edificio; esto remata en un gran vestíbulo.

## Mural

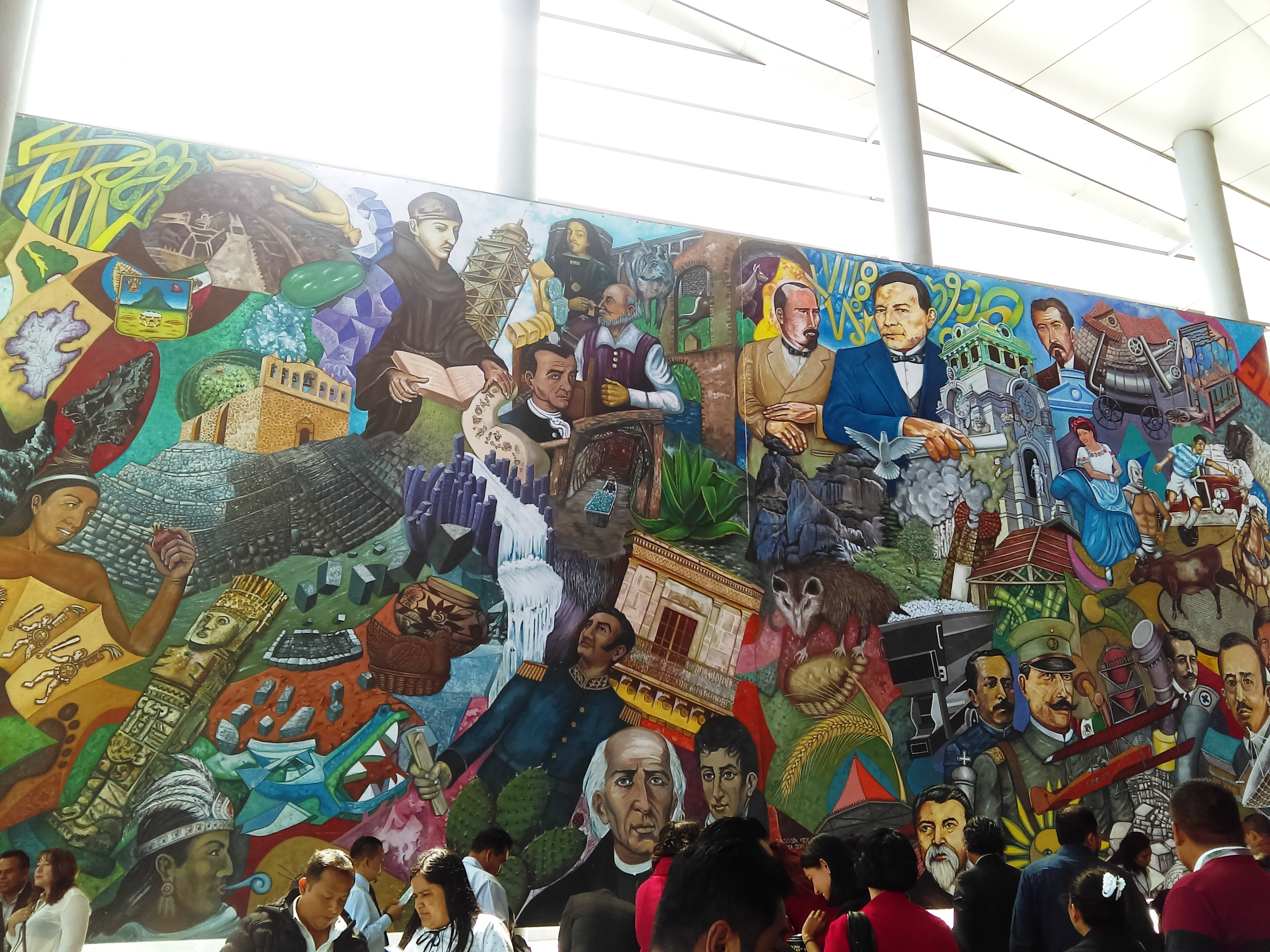
Mural.

El 18 de junio de 2013  fue develado el mural "Univisión Hidalguense" del pintor Julio Carrasco Bretón, Este mural fue develado en el Palacio Legislativo del estado de Hidalgo, donde el artista mexicano explicó que "esta obra presenta la historia, las costumbres y la grandeza de Hidalgo". El costo del mural fue de nueve millones ochocientos mil pesos. Durante el evento, el gobernador de Hidalgo, Francisco Olvera Ruiz, indicó que después de visitar las regiones de Hidalgo, la obra se colocaría una de las paredes del nuevo edificio del Palacio Legislativo. El edificio está inconcluso y el recorrido no se realizó; el mural se encuentra en el Gota de Plata desde septiembre de 2014.
Este mural, se plasma el primer mapa del estado, la obsidiana, los Prismas basálticos de Santa María Regla, el Templo y exconvento de los Santos Reyes en Metztitlán, el Reloj Monumental de Pachuca, los Atlantes de Tula, El Chapitel de Huichapan; así como personajes como Juan C. Doria, Miguel Hidalgo, Nicolás Flores, Benito Juárez, Felipe Ángeles, El Santo, Bernardino de Sahagún, Pedro Romero de Terreros, Bartolomé de Medina, Ignacio Rodríguez y Galván, Manuel Fernando Soto, Efrén Rebolledo, Abundio Martínez; además de actividades como la minería, el fútbol, la charrería, la danza.